# Novos recursos do Windows 10
Os novos recursos adicionados ao sistema operacional Windows em sua versão 10, incluem uma opção para utilizar uma interface otimizada para toque (conhecida como Modo Tablet) ou a interface tradicional que mescla os elementos clássicos do Windows 7 com os aplicativos e live-tiles do Windows 8. O Windows 10 é descrito como um Software como serviço, fica em desenvolvimento contínuo através do programa Windows Insider e mais recursos serão adicionados ao longo do tempo.

## Novos recursos na atualizaçãoThreshold 1(versão 1507)
A atualização com o codinome Threshold 1, é a versão inicial do Windows 10. Foi compilado com o número de versão 10.0.10240. Como o Windows 10 está em desenvolvimento contínuo, a compilação da versão final pode mudar. Desse modo, a Microsoft nomeou a versão RTM como Versão 1507, enquanto que as próximas atualizações seguirão o mesmo padrão de nomenclatura. Threshold 1 foi anunciado em um evento da Microsoft no dia 30 de setembro de 2014, com a primeira prévia de lançamento sendo disponibilizada no dia seguinte. A versão final foi disponibilizada para todos os usuários no dia 29 de julho de 2015, e teve sua disponibilidade gratuita aos usuários do Windows 7 e Windows 8.1.
Atualmente, a versão 1507 possui suporte somente para os usuários do Windows 10 que optaram pelo canal de distribuição LTSB (Long Term Servicing Branch)

### Plataforma de desenvolvimento

#### Plataforma Universal do Windows
O Windows 10 introduziu a Plataforma Universal do Windows, uma extensão da plataforma Windows Runtime que foi originalmente incorporada ao Windows 8. A plataforma enfatiza um conjunto de APIs que são comuns à todas as variantes do sistema operacional, com a habilidade de escrever um único código para aplicativo e com algumas modificações (como adaptações para interfaces de dispositivos diferentes) para diferentes famílias de dispositivos e sistemas, incluindo desktops, notebooks, tablets, smartphones (com o Windows 10 Mobile), Xbox One, entre outros dispositivos, como o Microsoft Hololens. Um aplicativo também pode se ajustar a diversos tamanhos de tela disponíveis, como por exemplo: quando um monitor ou uma estação são conectados a um smartphone com o Windows, automaticamente o aplicativo universal pode tomar a aparência do mesmo aplicativo em um PC. As informações também são sincronizadas entre as versões do aplicativo para dispositivos diferentes, como as notificações e licenças.

### Aplicativos integrados
Entre os aplicativos integrados, se destacam as atualizações: o aplicativo Mail agora possui suporte para controle por gestos e suporte ao protocolo de email POP3. O aplicativo Calendário possui suporte para os serviços do Google Calendar. O Windows 10 possui um aplicativo de interface moderna chamado Configurações, que possui algumas funções do Painel de Controle. O aplicativo Mapas agora salva conteúdo de mapas para uso offline.

#### Cortana
O Windows 10 agora incorpora a assistente virtual do Windows Phone 8.1. Cortana agora realiza ações no sistema, como marcar lembretes, enviar emails, fazer busca de arquivos, etc. Por padrão, Cortana aparece como um painel de busca na barra de tarefas e pode ser acionada através de comando de voz. Atualmente, Cortana requer uma Conta da Microsoft para funcionar adequadamente.

#### Microsoft Edge
Com o Windows 10, também estreia o novo navegador da Microsoft: o Microsoft Edge, e é o sucessor do Internet Explorer, que ainda permanece no Windows para fins de compatibilidade. O Microsoft Edge também possui compatibilidade com a Cortana, bem como recursos como: Lista de Leitura, anotações à tinta e extensões, sendo que este último recurso ainda será implementado em atualizações posteriores.

#### Prompt de Comando
O Windows 10 traz aprimoramentos à interface de linha de comando do sistema. Ao contrário das versões anteriores do Windows NT, o console agora pode ser ajustado no tamanho sem qualquer restrição. Ele pode ser posto em tela inteira pressionando as teclas Alt+Enter no teclado. A Microsoft também habilitou o uso das combinações de teclas de atalho convencionais, como o Cortar, copiar e colar no console. Outros recursos como transparência e quebra de texto também foram incluídos. O usuário tem a opção de desabilitar os novos recursos e retornar o console à forma clássica, se assim o desejar.

### Jogos e multimídia

#### DirectX 12
Windows 10 inclui a versão 12 do DirectX, juntamente com a versão 2.0 do WDDM. A nova versão tem como objetivo melhorar o desempenho de placas de vídeo, reduzindo ao máximo a carga de trabalho sobre o processador. Com as novas APIs, o DirectX 12 permite aos desenvolvedores aprimorar a utilização de recursos gráficos e, junto com o WDDM 2.0, reduzir a sobrecarga de uso dos drivers de modo kernel.

#### Integração com o XBox One
O Windows 10 traz novas atualizações para o aplicativo Xbox, introduzido no Windows 8. Agora, jogos do Xbox One podem ser executados por streaming para qualquer dispositivo Windows 10, com exceção dos smartphones.

#### Barra Jogos e Game DVR
O Windows 10 adiciona um recurso nativo de gravação de jogos e de tela, através da Barra de Jogos,onde os usuários podem gravar continuamente os jogos, e permite o salvamento dos momentos do jogo no disco rígido. Para que o recurso de gravação funcione, o dispositivo deve atender a requisitos mínimos de placa gráfica.

### Interface de Usuário
O Windows 10 também permite a inclusão de aplicativos web e software do desktop (usando tanto o Win32 quanto o .NET Framework) para serem criados e distribuídos através da Windows Store. Software de desktop distribuído através da Windows Store é empacotado utilizando o sistema App-V e permite a execução em Sandbox. Os aplicativos web são executados através de servidores remotos e tem acesso às funções do Windows como as notificações e câmera. Como no Windows 8, os aplicativos locais podem ser compilados utilizando HTML ou WinJS.

#### Continuum
Continuum é o nome do grupo de recursos presentes no Windows 10 que foram desenvolvidos para unificar a experiência de usuário do Windows 10 entre dispositivos diferentes. O Continuum habilita e adapta a interface de usuário do Windows a telas sensíveis ao toque em dispositivos especializados, como os conversíveis. Nos smartphones com Windows 10 Mobile, o Continuum permite ao usuário, através de um hub, conectar um monitor, teclado e mouse e operar o dispositivo e seus aplicativos. Nos dispositivos conversíveis, o Continuum adapta, automaticamente, a interface de usuário do Windows 10 ao modo convencional, quando detectados teclado e mouse, ou ao modo tablet, quando o usuário manipular apenas a tela sensível ao toque. Isso elimina a necessidade de os desenvolvedores criarem aplicativos específicos para smartphones, tablets e PCs com o Windows 10, já que o Continuum pode fornecer a adaptação necessária do aplicativo, de acordo com o dispositivo que o usuário esteja utilizando.

#### Central de Ações

A Central de Ações no Windows 10

A Central de Ações, como era conhecida no Windows 7 e Windows 8.1, foi renomeada para "Segurança e Manutenção", evitando confusões com usuários e profissionais de TI. Em seu lugar, a nova Central de Ações, que agora é uma barra que aparece na lateral direita da interface, reúne notificações recebidas dos aplicativos do Windows 10 e possui um grupo de botões de acesso rápido, que podem ser personalizados de acordo com o gosto do usuário. Diretamente da Central de Ações também podem ser aplicadas pequenas ações rápidas, como responder mensagens, adiar lembretes, etc. Monitora o Controle de Conta de Usuário, Proteção de Acesso à Rede, Backup e Restauração, Windows Update, Relatório de Erros do Windows, firewall e antivírus.

#### Menu iniciar

O menu Iniciar no Windows 10

O Windows 10 traz de volta o visual do Menu Iniciar como era visto nas versões do Windows anteriores ao 8, porém com diferenças. O novo menu iniciar também inclui o recurso Live Tiles do Windows 8. É possível customizar o tamanho dos blocos, ligar e desligar os blocos dinâmicos, exibir os aplicativos mais recentes e mais utilizados. O Menu Iniciar também pode ser posto em tela inteira, independente do Continuum estar ativo ou não, como no Windows 8.

#### Visão de Tarefas
O recurso Visão de Tarefas se ocupa do gerenciamento das janelas e aplicativos abertos no Windows 10. A visão de tarefas também traz o recurso de múltiplas áreas de trabalho virtuais no Windows 10, sendo que o usuário pode adicionar mais espaços de trabalho. Esse recurso já estava presentes em outros sistemas operacionais, como o Ubuntu e agora a Microsoft implementou no Windows. A visão de tarefas pode ser acessada, em um computador, através do atalho de teclas Windows+Tab, ou, se o usuário estiver utilizando uma tela sensível ao toque, através de um deslize a partir da esquerda. A Visão de Tarefas é considerada uma evolução do antigo Aero Flip 3D, presente em versões anteriores do Windows.

### Configurações e segurança

#### Aplicativo Configurações
O aplicativo Configurações do Windows 8 ganhou novas funcionalidades no Windows 10. O objetivo da Microsoft é torná-lo o centro de todos os ajustes do sistema, preparando assim a supressão do antigo Painel de Controle, presente desde os primórdios do Windows. Algumas funções já foram removidas do Painel de Controle e colocadas somente no aplicativo Configurações, como é o caso do Windows Update.

#### Windows Hello e Microsoft Passport
O Windows 10 traz novos recursos para segurança do sistema. O Windows Hello aprimora os recursos de proteção biométrica já existentes e adiciona suporte a novos. Com a plataforma Windows Hello, o usuário pode ingressar rapidamente no sistema através de reconhecimento facial, escaneamento de iris e impressão digital. Para que o Hello funcione adequadamente, o computador deve possuir o hardware especializado necessário para as funções de biometria, como as câmeras Intel RealSense.
Com o Microsoft Passport, o login em aplicativos e websites de terceiros se integra aos mecanismos de autenticação do Windows 10, sendo que o usuário pode optar por acessar suas contas através de um PIN ou do Windows Hello, quando este for uma opção disponível.

#### Device Guard
O Device Guard é um sistema que permite aos administradores reforçar a alta segurança do ambiente ao bloquear a execução de aplicações que não estão assinadas digitalmente por um fornecedor seguro ou pela Microsoft. O Device Guard é desenvolvido para proteger contra ataques de dia zero e é executado dentro de um hipervisor, que isola a operação e execução de aplicativos do resto do sistema operacional.

## Novos recursos na atualizaçãoThreshold 2(versão 1511)
A atualização Threshold 2, ou Atualização de Novembro do Windows 10 (versão 1511), é a primeira grande atualização do Windows 10. Foi compilada com o número de versão 10.0.10586 e nomeada versão 1511, em uma clara referência à data de sua liberação, no mês de Novembro de 2015. A primeira prévia da atualização, com o número de compilação 10525, foi disponibilizada em 18 de agosto de 2015 para os participantes do programa Windows Insider. Ao contrário da versão 1507, a atualização Threshold 2 foi disponibilizada aos dispositivos com o Windows Phone 8.1, ao Xbox One, e como uma prévia do Windows Server 2016, e foi pré-instalada em dispositivos como o Microsoft Lumia 950.
Atualmente, a atualização Threshold 2 é suportada nos canais Current Branch (CB) e Current Branch for Business (CBB).
Abaixo, são listados os recursos introduzidos ao Windows 10, desde a liberação da versão Threshold 1

### Aplicativos integrados
Dentre as novidades mais importantes nesta atualização, destacam-se as listadas abaixo:
- O aplicativo Windows Feedback, antes presente somente nas versões Preview, agora faz parte da versão estável do Windows 10, o que permite a todos os usuários enviar comentários, sugestões e relatórios de erros à Microsoft.
- O aplicativo Email e Calendário agora suporta novos temas, o download automático de imagens e assinatura digital, com criptografia S/MIME.
- Adicionados os aplicativos universais Mensagens, Vídeo do Skype e Telefone.
- Adicionada a Windows Store for Business e Windows Update for Business;
- Atualizações ao aplicativo Xbox:
  - Encontrar amigos através do Facebook;
  - Adicionado o suporte à gravação de voz enquanto o usuário grava a sua atividade no jogo utilizando o Game DVR;
  - Navegação nas lojas de jogos do Windows 10 e Xbox Live diretamente do aplicativo;
  - Suporte a placares para comparação de pontuação e conquistas com outros usuários da Xbox Live;
  - Manipular a entrada de texto no Xbox One através do aplicativo;
  - Feed de atividades e lista de amigos online;
- Outras melhorias pequenas em diversos aplicativos integrados.

#### Microsoft Edge
- Aprimoramentos no motor de renderização;
- Visualização do conteúdo das abas ao passar o cursor na guia;
- Adicionado suporte ao streaming de mídia, excluídos os conteúdos protegidos;
- Novos comandos integrados à Cortana.

#### Cortana
- Cortana agora está disponível na Austrália, Canadá, Índia e Japão;
- Usuários não necessitam mais vincular sua conta de usuário do Windows à Conta da Microsoft para utilizar a Cortana, agora pode ser feito o login separadamente;
- Usuários podem criar lembretes utilizando a escrita à mão;
- Cortana agora pode enviar SMS ou lembrar de chamada perdidas.

### Interface de Usuário e Recursos gerais
- Compressão de memória utilizada por aplicativos não prioritários;
- Novo editor de Variável de ambiente;
- Habilitado suporte para Virtualização Aninhada no Hyper-V;
- O Windows Spotlight agora está disponível na edição Pro, antes somente estava disponível na edição Home;
- Recurso Encontrar meu Dispositivo;

#### Área de trabalho
- O ajuste das janelas foi aprimorado para permitir o ajuste automático do tamanho do segundo aplicativo aberto, quando o primeiro aplicativo é reajustado no tamanho. Isso somente é possível quando dois aplicativos estão abertos e posicionados lado a lado;
- Atualizados mais ícones da interface

#### Menu Iniciar
- O menu Iniciar agora pode ter quatro colunas de live tiles ordenadas no tamanho médio. O padrão continua sendo três colunas, como na versão inicial do Windows 10;
- O menu de contexto para os ícones de aplicativos ou live tiles inclui as listas de saltos (Jumplists).

### Configurações do sistema
- Foi adicionada a opção de desativar a exibição do papel de parede padrão do Windows na tela de login;
- A cor da barra de títulos agora pode ser personalizada pelo usuário. A cor padrão é o branco, mas nessa atualização a escolha da cor da barra de tarefas, do menu Iniciar e da Central de Ações também é aplicada à barra de títulos;
- O Windows 10 agora pode ser ativado diretamente com as chaves de produto do Windows 7, Windows 8 e Windows 8.1;
- A última impressora utilizada é definida como impressora padrão automaticamente, sendo que esse comportamento pode ser desativado. A possibilidade de definir uma impressora padrão em um local de rede foi removida;
- O aplicativo Configurações se torna a única central onde se gerencia as contas conectadas ao Windows;
- Acesso no Trabalho habilita os dispositivos a se conectar a um ID Azure ou se integrar a uma infraestrutura de Gerenciamento de dispositivos móveis;
- Fusos horários agora podem ser definidos automaticamente;
- Histórico de ligações e Email foram adicionados às configurações de privacidade;
- Aplicativos instalados agora podem ser movidos entre dispositivos de armazenamento diferentes utilizando o aplicativo Configurações. Além disso, a instalação de novos aplicativos pode ser configurada para instalar automaticamente no dispositivo de armazenamento definido pelo usuário.